# Garganta Jaranda

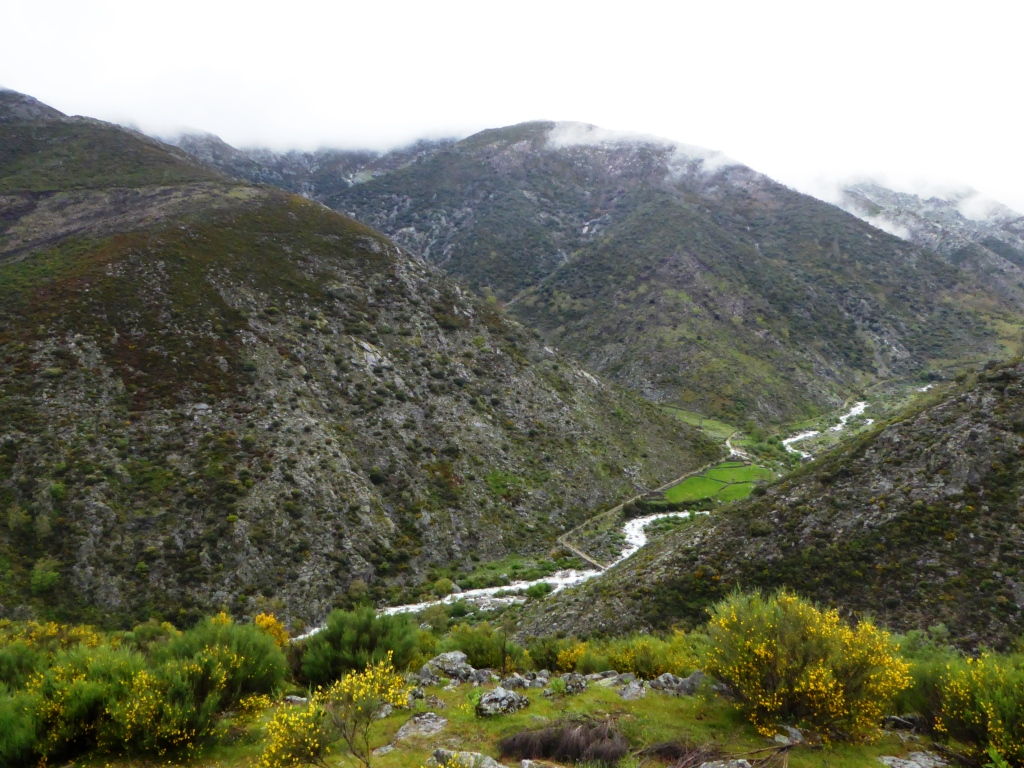
Curso alto, Garganta Jaranda

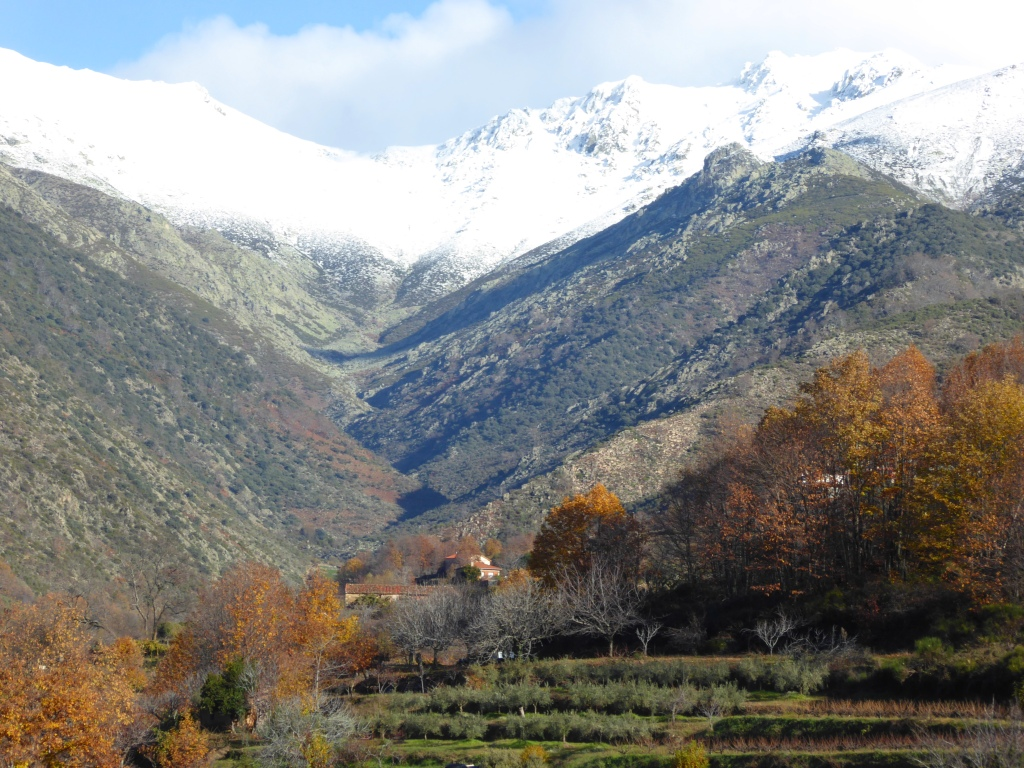
La Portilla. Nacimiento

La garganta Jaranda es un río de montaña de la península ibérica, afluente del río Tiétar, por su margen derecha. Nace en la sierra de Tormantos, en la comarca cacereña de La Vera y uniéndose al curso de la garganta de Pedro Chate, desemboca en el río Tiétar (afluente del río Tajo). 

## Curso
Nace en la Portilla de Jaranda, en el término municipal de Guijo de Santa Bárbara, aproximadamente a los 2000 metros de altitud, alimentada por multitud de manantiales nutridos de las nieves de las cumbres cercanas.
Recibe las aguas de multitud de gargantas y arroyos. Discurre por las cercanías de las localidades de Guijo de Santa Bárbara y Jarandilla de la Vera, siendo fundamental para el suministro de agua y los regadíos (tabaco, pimiento, hortalizas, cerezos, castaños). En el tramo final se junta a la garganta de Pedro Chate y desemboca en el río Tiétar, cerca de la Vega de Mesillas.
El volumen de sus aguas aumenta considerablemente en las estaciones lluviosas y en primavera con el deshielo de las cumbres. En verano experimenta un descenso. Sus aguas son frías y cristalinas, sobresaliendo por sus truchas. En sus orillas viven nutrias, mirlos acuáticos, martines pescadores etc.

### Afluentes
.Garganta de la Ciguta
.Gargantilla del Hueco
.Garganta Jarandilleja
.Gargantilla Gazapierna
.Arroyo Valdelatarra
.Arroyo Lobera

#### Pozas y puentes
La garganta Jaranda destaca por poseer multitud de pozas o charcos de aguas cristalinas, que son el disfrute de bañistas y visitantes. Entre otros destacan los siguientes charcos:
.Charco La Estaca
.Charco El Trabuquete (famoso por su cascada y profundidad)
.Charco El Calajomero
.Charco El Trapo
.Charco El Cachapo
.Charco Las praéras 
.Charco Los Frailes
.Charco La Serraílla
.Charco El Tomate
.Charco La Puente Parral
.Charco Mingo Martín
.Charco El Puente Jaranda 
Para cruzar su curso, existen varios puentes. Destacan el puente "romano" de Parral, seguramente románico y el puente Jaranda también románico, ambos en el término municipal de Jarandilla de la Vera.
- Datos: Q23984872
- Multimedia: Garganta de Jaranda / Q23984872